# 韩永文
韩永文（1955年5月2日—），辽宁普兰店人，中华人民共和国政治人物。在职研究生学历，农学博士学位。

## 生平
1975年4月加入中国共产党。1974年8月至1978年10月，韩永文任辽宁省营口市郊区示范农场四分场团支部书记，总场团委副书记。1975年4月加入中国共产党。1978年10月至1982年8月，在辽宁财经学院（现东北财经大学）计划统计系工业计划统计专业学习，获经济学学士。
1982年8月至1988年5月，任国家计委综合局干部、主任科员。1988年5月至1991年4月，任国家计委长期规划司资金物资平衡处副处长。1991年4月至1992年7月，国家计委长期规划和产业政策司综合处副处长。1992年7月至1996年11月，国家计委长期规划和产业政策司综合处处长。1996年11月至1998年6月，国家计委价格调控司副司长。1994年9月至1997年8月，中国农业科学院研究生院农业经济管理专业在职研究生学习，获农学博士学位。
1998年6月至2001年9月，国家发展计划委员会经济政策协调司副司长。2000年8月至2000年12月间，借调中央办公厅调研室工作。2001年9月至2003年4月，中央纪委、监察部驻国家发展计划委员会纪检组副组长、监察局局长。2003年4月至2003年10，国家发展和改革委员会国民经济综合司司长，中央纪委、监察部驻国家发改委纪检组副组长、监察局局长。2003年10月至2006年6月，国家发展和改革委员会国民经济综合司司长。2006年6月至2009年5月，国家发展和改革委员会秘书长（2007年3月至2008年1月间，在中央党校一年制中青年干部培训班学习）。
2009年5月，任湖南省人民政府副省长。2013年7月25日，辞去湖南省人民政府副省长职务。2013年7月，任中共湖南省委常委、省委秘书长、省直属机关工作委员会书记。2015年2月，当选湖南省人大常委会副主任。2015年8月，卸任中共湖南省委常委、省委秘书长、省直属机关工作委员会书记。2016年3月，任湖南省人大常委会党组书记。
2016年1月21日，湖南省第十二届人大常委会第二十次会议补选为第十二届全国人民代表大会代表。2018年2月24日，当选为第十三届全国人大代表。